# Barque sortant du port de Trouville
 (juillet 2025).
Pour plus de détails, voir Fiche technique et Distribution.
Barque sortant du port de Trouville est un film de Georges Méliès, sorti en 1896. Actuellement, le film est considéré comme perdu.